# Diego Espinosa y Arévalo
Diego Espinosa y Arévalo (září 1502, Martín Muñoz de las Posadas – 5. září 1572 Madrid) byl španělský římskokatolický duchovní, biskup, kardinál a velký inkvizitor Španělska.

## Život
Narodil se v září 1502 v obci Martín Muñoz de las Posadas jako syn zchudlých šlechticů Diega de Espinosa a Cataliny de Arévalo. Měl dva bratry; Pedra a Hernanda. Byl prastrýcem kardinála Gila Carrillo de Albornoz.
Studoval na univerzitě v Salamance, kde získal titul z obojího práva. Stal se poté profesorem v Colegio Mayor de Cuenca v Salamance. Byl také odvolacím soudcem zaragozské arcidiecéze. Dále zastával různé funkce v arcidiecézi.
Roku 1564 byl vysvěcen na kněze. Dne 10. srpna 1565 byl jmenován předsedou Nejvyšší a královské rady Kastilie. Na žádost krále byl papežem 8. září 1566 ustanoven velkým inkvizitorem Španělska, tuto funkci převzal 4. prosince stejného roku. 
Roku 1567 král Filip II. Španělský odešel z království kvůli rebeliím ve Flandrech a Espinosa byl ustanoven regentem království.
Dne 24. března 1568 jej papež Pius V. jmenoval kardinálem-knězem ze San Bartolomeo all'Isola.
Dne 5. července 1568 se stal biskupem Sigüenzy a 20. srpna 1568 mu byl změněn titul na kardinál-kněz ze Santo Stefano al Monte Celio.
Zemřel 5. září 1572 v Madridu. Pohřben byl v kapli farnosti Nuestra Señora de la Asunción v jeho rodné obci.